# Сава Арсић
Сава Арсић (Арад, 5. мај 1760 — Арад, 27. март 1824) био је српски трговац, политичар и добротвор. Арсић је био сенатор и градоначелник Арада.

## Биографија
Сава Арсић је рођен 5. маја 1760 . године у Араду, от прости, но честити родитеља, Петра и Алке. У протоколу крштених у цркви Светих апостола Петра и Павла (Текелијиној цркви) стоји запис: 1760. маја, 25 крестисја и миром помаза се младенец Сава, родитељ јего Петар Арсин, ворозијемник именом Сава Јованов. Име је добио по куму који га је крстио. Три године касније родитељи су добили другог сина: 1763. ијунија 8. крстисја и миром помаза се младенец Гаврило, родитељи јего Петар Арсин а матери име Алка, возиријемник Јован Илијин. Сава је имао и три млађе сестре Еуфемију, Еутазију и Јулијану. Његов стриц Мојсеј Арсић, био је правник арадског православног епископа, кога је 15. септембра 1806. вицеишпан Еделспахер одликовао златном медаљом. Рано је показао љубав за науку. У Араду је завршио српску и немачку основну школу и желео је да настави школовање. То је била жеља и његових родитеља али им оскудне материјалне могућности нису то дозвољавале, па су се одлучили да га дају на занат. Његов отац је 1774. године одлучивао за које ће занимање определити сина, па је избор пао на сабова (кројача), који су тада били веома високо вредновани. Кројачки занат је могао учити и у родном граду, али га је отац послао у Сегедин, да упоредо и мађарски језик научи, јер у то време у Арадау је било мало Мађара. Мајстор код кога је учио имао је два сина који су похађали граматикалне школе. Они су узимали допунске часове наставе па им је у одређене дане у кућу долазио инструктор да их подучава. Сава је крадомице пратио инструкторова предавања и одговоре газдиних синова, и добро памтио све што је чуо. То није могло измаћи оку његовог мајстора, који је Савином оцу предложио: Брате, водите ви сина вашег у школу, он има посебна дара за науку,; и за то га определите. Међутим, Петар је могао само да замоли инструктора да и његовом сину омогући који час и умно се жертвовати изображенију. Из Сегедина се вратио као изучени кројач и образовани младић, и брзо благошћу и красотом нарави своје обрати на себе пажњу најотменијих у граду људи, с њима се дружити почне, и чим је мужеству своме ближе ступио, тим је свој карактер поштовања достојним показивао и благонаклоност суграђана више и више себи прибављао. Честитост и доброта за собом носе љубав и поштовање, и тако не прође много времена, те он постане сенатором или старешином местним. Било му је, можда, нешто преко двадесет година кад се оженио, а двадесет и две кад је добио ћерку Марију. О томе сведочи забелешка у протоколу крштених у цркви светог Јована Претече и Крститеља: Родисја младенец пола женскаго месеца маја дне 3 го, љета предположенаго (1782). Отец младенца Сава, сина господара Петра Арсића, мати же Терезија. житељи здешнија вароши. Крштена је сутрадан 4. маја, а кум јој је био Сава, син господина Јована Илића. Није познато када је Сава остао удовац и шта је било са његовом ћерком Маријом. Почетком 19. века се оженио изузетно лепом Еустахијом Цинцић. Еустахија је била родом из Ирига и имала је за собом два краткотрајна брака. Сава је био шеснаест година старији од своје невесте. Он је волео књиге, куповао их и на други начин помагао српске списатеље и пре него што се оженио Еустахијом, па је она, кад је у његом дом ушла, затекла у њему многа дела домаће литературе. Ту су им се интересовања попударала, па су књиге биле копча која их је још више зближавала. Онаје била образована, жена финих манира, комуникативна и присна у опхођењу. При крају прве деценије 19. века, Еустахијини родитељи су продали своју имовину у Иригу и дошли у Арад, да ту, поред своје ћерке, проведу оно што имје остало од живота.

Сава је уживао углед богатог човека, спремног да издваја новац за опште интереса родног града и народа којем је припадао. Својом бистрином и личним поштењем скренуо је пажњу суграђана, како Срба, тако и Румуна. Говорећи о тим карактеистикама његове личности у Сербској летописи  1827. године, Георгије Магарашевић каже: 
| „ | Ове његове особине дошле су до пуног изражаја приликом изградње новог Светојованскког храма 1791. године у Ћуковцу. Он је по заповести божје и човечанства тачно пазио старати се. Он је ревносно настојао и на спољашњем украшавању цркава. Поред осталог, може се то видети из оног усрђа и старања које је показао при свршавању новоизграђене катедралне арадске цркве св. Претече, где је и подвоз свој, и вино, и јело градитељима својим трошком драговољно помагао, сам, лично, дању и ноћу, на томе настојао да се здање до Успенија Богородице сасвим заврши и Богу на славу посвети; и заиста на тај дан, принесе покојни архимандрит Антониј гроф от Бранкович прву у том храму безкрвну жртву свемогућем творцу и васељене створитељу. | ” |

Као имућан и угледни грађанин, од 1791. године биран је више пута за градског бирова и сенатора. На положај капетана Српске грађанске компаније дошао је 1796. године. На то место га је поставио командант арадске тврђаве Вагнер, о чему сведочи Атестат од 19. маја 1798. године. У њему пише да је капетан Илирске грађанске компаније, Сава Арсић, савесно обављао свје дужности, да је у време када је гарнизон био ослабљен и није могао испуњавати задатке, капетан стајао иза, са својим имањем и трговинским пословима. Те године су у Араду основане три грађанске компаније, поред српске, немачка и мађарска. Српска грађанска комапнија је имала 50 прпадника, а заменик капетана Саве Арсића је био Јован Васић. Компаније су биле организоване јер су град и тврђава остајали без војног обезбеђења, пошто су регименте стациониране у тврђани ишле у ратне походе на разна ратишта.

### Препарандија
Сава се посветио сређивању стања у образовању, дајући велики допринос приликом оснивања румунске Препарандије. У својству врховног школског инспектора, приликом обиласка православних школа у јужној Угарској, 1810. године у Араду је боравио Урош Несторовић. Он је ту затекао много боље стање него у другим срединама. Директор школа у то време је био Мојсеј Арсић, Савин стриц, од кога је Несторовић сазнао које су потребе арадских основних школа и о школским питањима уопште. Аустријски цар Франц I је прихватио Несторовићев предлог да се за његове православне поданике отворе три препарандије (учитељске школе), српска у Сентандреји, румунска у Араду и грчка у Пешти, и одредио 1. новембар 1812. године као датум почетка њиховог рада. Да би Препарандија у Араду почела са радом требало је обезбедити одговарајућу зграду, намештај, прибор као и плате професора. Ово је требало учинити тим пре јер цар није предвиђао да се за издржавање школа уведе нови порез, нити да буду издржаване из постојећих државних прихода. Ове проблеме је решио Сава Арсић, који је у својству првог и пдсведневног попечитеља, старатеља руководио прпиремама за отварање препарандије. У јеку припрема за отварање Препарандије Урош Несторовић се обратио Сави Текелији писмом 6. августа 1812. у којем га обавештава да је Сава Арсић, сенатор и капетан арадски, дом свој Рехкопф звани (Кошутина глава), на употребу валахијског припремног училишта на 15 месеци драговољно дао, па га моли да провери код дародавца да ли је вољан и какву катедру, таблу и скамије, засад само у једној соби својим троком прибавити, и тиме општој потреби родољубиву услугу учинити. У новом писму, 22. септембра 1812. године, Несторовић моли Текелију да узме на себе обавезу да изабере професоре и да их пригодним словом пред лицем обшества препоручити изволи . Кад су испуњени сви услови, 3. новембра 1812. Препарандија је почела са радом. Ради побољшања матеројалног положаја професора, Арсић је Препарандији поклонио 24 јутара своје земље, које су шест професора, без обзира које вере и народности били, користили као своје баште.

### Градоначелник
На опште задовољство грађана свих народа Сава Арсић је у два мандата био градоначелник Арада. Као градоначелник, превасходно због заслуга за отварање Препарандије, Сава је од Бечког двора добио племство. Градоначелник је био од 1814. до 1818. и од 1821. до 1823. године. Остао је запамћен као један од најуспешнијих градоначелника у историји овог града. Добивање племства оставило је снажан утисак не само у Араду, већ и у читавој српској јавности. О томе је српска јавност обавештена преко Новина сербских 4. септембра 1814. године: 
| „ | Као што је Њ. В. император и краљ наш године прошле, уз свевишње и особите милости своје код новоуведених училишта препарандијских србских и валахијских 12 златних колајни лицима оним благоизволео подарити, која су довољно услуга заведенију овом делотворну учинила, тако је исто и сада за заслуге у старању овом учињене, уручене г. Сави от Арсич, К. привилегованог камералног града арадског биргермајстера благородтсвом мађарским свемилостиво наградило. Г. Арсич је код устројавања училишта и у сакупљању новвца за фундус училишни изузетне напоре уложио, и особито и собствена пожртвовања школама валахијским у Араду принео... О, кад би све сви једноплеменици наши у ревности за овакву обшту корист, а највише у лепим установама један с другим надметали, и дечаци својој здања просветна већ готова остављали, па и ако то не дочекамо, да сами по кровом здања тих светом мудрости озарени буду. | ” |

Његов рад и ангажовање нису могли незапажено ни у широј јавности. Уз његове заслуге увек се налазило име супруге Еустахије. Тако се 1815. године појавила песма Глигорија Јакшића штампана под насловом Песма њиховом благородству Сави Арсичу тридесетогодишњем гражданачалнику староарадском и приправничког училишта румунског многозаслужном местном директору и његовој супруги госпожи Еустахији као досада првој списатељици српској. Пантелејмон Михајловић је у књизи Енциклопедија или краткоје описаније свију наука, 1818. написао: Саву от Арсич, старешини арадскому и Валахијских педагогических школ надзиратељу. Назива га љубитељем и речитељем сербскао књижества. Као градоначелник Сава Арсић је био строг, али правдољубив, а тачност и дисциплина биле су му одлике. У његов дом често су навраћали многи којима је помоћ била потребна и нико се никада од њега није без благослова дома враћао. 
| „                                                    | Он је власт и началство своје поштовао, достојанственом себи искрено љубио, ниже пак од себе речју и делом је помагао и штитио; где је општа корист и невиност подпоре и одбране требала, ту је одважан био и јавно против клевете, насиља и угњетавања говорио. | ” |
| — Георгије Магарашевић, Сербска летопис 1827. године | |   |

Сава Арсић је умро 27. марта 1824. године, а укоп је обављен два дана касније. Његови посмртни остаци били су изложени у цркви Светог апостола Петра и Павла, где је очитано и опело после којег је Григорије Лукачик, парох физешки и јавни редовниј Катихета одржао надгробно слово: Арсићевим старањем и трошком основан је дом светлости, у коме данас валахијска младеж као трудољубиве пчеле разне медоносне сокове сакупља, у наукама се образује; у њему будући учитељи и пастири духовног стада узрастају; у њему дужности сваког човека и христијана откривају; у њему се апостолска вера учвршћује, и пут блаженства и спасења сагледава. Лукачик је нагласио да је покретачка снага у Арсићу представљала љубав к ближњима и к сваком човеку без разлике ког закона, ватрена, равноместна и непристрастна. Сахрањен је у породичној гробници у порти цркве Светих апостола Петра и Павла, крај свога и оца своје супруге Еустахије.